# Max Mehler
Max Mehler (* 17. Februar 1874 in Aachen; † 18. Dezember 1952 ebenda) war ein deutscher Fabrikant.

## Leben
Max Mehler, Sohn des Kommerzienrats Carl Mehler, besuchte das Realgymnasium in Aachen und studierte anschließend Maschinenbau an der RWTH Aachen und wurde Mitglied des Corps Delta Aachen. Nach dem Diplomexamen sammelte er in den nächsten beiden Jahren erste berufliche Erfahrungen in Belgien und ging anschließend für ein weiteres Jahr in die Vereinigten Staaten. Nach seiner Rückkehr nach Deutschland trat er 1900 in das Maschinenbauunternehmen seines Vaters, die Aachener Maschinenbauanstalt Fa. C. Mehler GmbH ein, deren Eigentümer und Geschäftsführer er wurde. Während des Ersten Weltkriegs war er an der Front Hauptmann der Reserve der Feldartillerie und wurde für sein Wirken mit beiden Klassen des Eisernen Kreuzes sowie dem Ritterkreuz des Königlichen Hausordens von Hohenzollen mit Schwertern ausgezeichnet. Er war Inhaber der preußischen Rettungsmedaille am Band.
Mehler war Handelsrichter, Mitglied der Industrie- und Handelskammer Aachen, zweiter stellvertretender Vorsitzender des Verbandes Rheinischer Industrieller, Mitglied des Ausschusses für kaufmännisches und gewerbliches Bildungswesen des Deutschen Industrie- und Handelstags und Ausschussmitglied der Vereinigung Deutscher Arbeitgeberverbände. Er war ein früher Förderer der NSDAP in Aachen. Mehler stellte in seiner Fabrik bewusst Nationalsozialisten ein, darunter auch den späteren Oberbürgermeister Quirin Jansen und den späteren Reichsinspekteur Rudolf Schmeer. Ein großer Teil seiner Belegschaft hatte 1927 führende Positionen in der damals noch relativ unbedeutenden Aachener NSDAP inne. 